# タットル・ジャコビニ・クレサーク彗星
タットル・ジャコビニ・クレサーク彗星(41P/Tuttle-Giacobini-Kresák) は周期彗星。核の直径は1.4kmと推定されている。
1858年5月3日にホレース・タットル、1907年と1951年にミシェル・ジャコビニ とルボール・クレサークがそれぞれ発見した。 また、この彗星は木星族彗星のひとつである。

## 2006年の観測
2006年6月1日、タットル・ジャコビニ・クレサーク彗星は視等級10程度になり、しし座とかに座の境界付近にあり、6月10日から11日にかけて近日点に到達すると予想された。この彗星は印象的に輝いため注目され、1973年には肉眼で視等級4ほどで見えることもあった。しかし、2006年の接近では6月22日には視等級11まで落ち、輝きを生じなかった。

## 2011年の接近
2011年の接近では彗星が太陽の向かい側にあるときに近日点が来たため、観測には都合の悪い条件だった。

## 2017年の接近
2016年11月10日に視等級が21の条件でパンスターズにより発見された。2017年4月1日には地球から0.142AU(2100万km)の位置を通過した。当時彗星は視等級7にまでなり、双眼鏡でも見ることができた。